# Упрощённое городское управление
Упрощённое городское управление — в Российской империи организация управления небольшими городами.
При упрощённом управлении сход домохозяев города избирал собрание 12-15 уполномоченных (выборщиков), а те выбирали главу города (городского старосту) и одного-двух помощников.

## История введения
Упрощённое управление было введено «Городовым положением» от 6 июня 1892 года. До этого в соответствии с Городовым Положением 1870 года все города управлялись всесословными выборными структурами: городской думой и городской управой. Городская дума из числа своих членов избирала городского голову, его товарища (заместителя) и членов управы. Городской голова возглавлял и думу, и управу, координируя их работу.
Упрощённое городское управление вводилось в тех городских поселениях, в которых полное применение городового положения считалось невозможным из-за недостаточности городских средств, занятий населения и степени развития торговли и промыслов. Список таких городов составлялся министерством внутренних дел и утверждался императором. Губернские города не могли управляться по этой упрощённой схеме.

## Функционирование
Законодательную («распорядительную») власть в городах с упрощённым управлением осуществляло собрание городских уполномоченных (от двенадцати до пятнадцати человек), избираемое на сходе местных домохозяев. Избирательный ценз требовал владения имуществом стоимостью не менее ста рублей. Исполнительная власть состояла из городского старосты и одного или, в случае надобности, двух помощников. На городского старосту были возложены также и все дела по мещанскому управлению.
Как и в случае городской думы, некоторые решения («приговоры») собрания уполномоченных подлежали административному подтверждению. При этом рассмотрению министра внутренних дел подлежали лишь приговоры о размерах платы за пользование подъездными путями, перевозами, переправами, скотобойнями и водопроводами, а все остальные утверждались губернатором. Если у губернатора и собрания уполномоченных возникали разногласия в вопросах, не подлежащих утверждению, то они разрешались губернским присутствием по земским и городским делам, за исключением решений, повышающих городские налоги (в последнем случае решение поступало на рассмотрение министра внутренних дел и государственного совета).

## Оценка современниками
Журнал «Вестник Европы» в 1892 году так оценивал различие между обычным и упрощённым управлением:

Существенное различие между обыкновенным и упрощённым городским управлением сводится к тому, что по отношению к последнему значительно расширяются полномочия местной административной власти. Первоначально предполагалось подчинить все приговоры собрания предварительному утверждению губернатора. С этим не согласился государственный совет, но и в изменённой редакции закона положение небольших городов является, однако, сравнительно неблагоприятным. Губернское по земским и городским делам присутствие, все выборные члены которого утверждаются административной властью, обладает без сомнения гораздо меньшею независимостью, чем комитет министров [который разрешал конфликты между губернатором и городскими думами], пойти вразрез с губернатором для него в большинстве случаев труднее чем для министра внутренних дел.

## Поселковое самоуправление
В ходе реформы местного самоуправления Временное правительство в 1917 году ввело поселковое самоуправление, сходное с упрощённым городским управлением.